# Trull

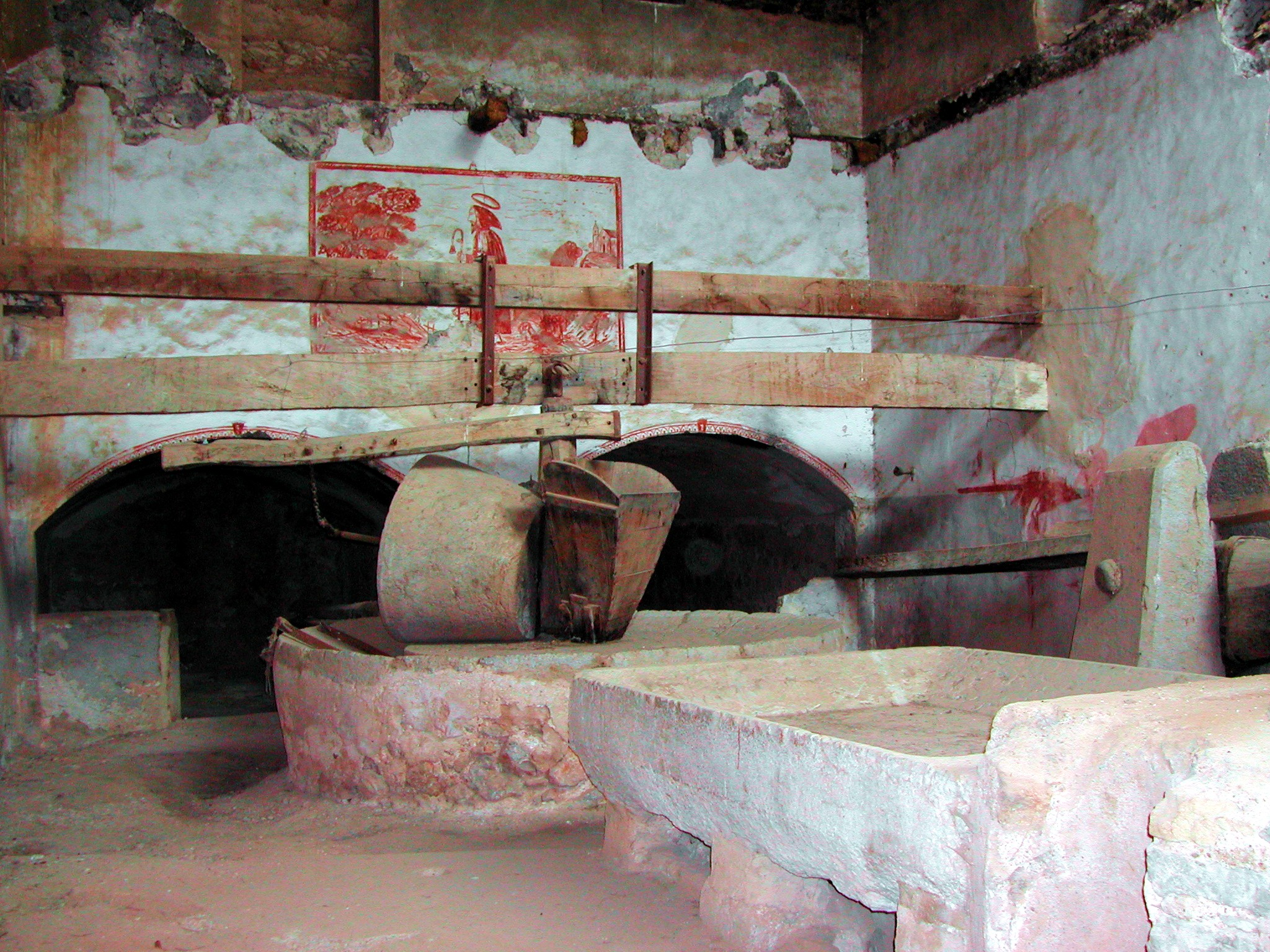
Tafona de Raixa, (Mallorca).

Un trull, almàssera, tafona o molí d'oli és un local destinat a la fabricació d'oli d'oliva. El DIEC en dona la definició de "molí que mol les olives reduint-les a pasta per a obtenir-ne l'oli".
En alguns indrets es dona el nom de trull o trullola al safareig on s'emmagatzema l'oli. Antigament, també es deia trull a la premsa per obtenir vi.

## Denominació
Antigament, la denominació més estesa era la de molí o de molí d'oli, ben arrelada a tot el Principat de Catalunya, a Andorra, a la Franja de Ponent, a Menorca, a l'Alguer i al terç septentrional del País Valencià. Tafona, terme derivat de l'àrab aṭṭaḥúna, és exclusiu de Mallorca, mentre que almàssera, de l'àrab alma‘ṣára, domina als dos terços inferiors del País Valencià (comarques de València, comarques d'Alcoi i comarques d'Alacant). En darrer lloc, la denominació trull, mot patrimonial descendent del llatí torculum, avui més estesa, antigament només havia romàs com a pròpia a Eivissa, en certes contrades del català central (Empordà, Selva, Garrotxa, Vallès, Bages, Penedès) i, de manera isolada, a Montuïri.

## Trull amb sistema tradicional
Fins als anys seixanta del segle XX la tecnologia que es feia servir no havia canviat gaire respecte a la dels temps dels romans: 
Després de la neteja de les olives per a evitar la terra, pedres o altres restes s'iniciava el procediment d'extracció amb les fases següents:
- La molta amb tres o quatre corrons tronco-cònics de pedra sobre una solera també de pedra. El mecanisme era mogut per la força d'un animal i més recentment per un motor. El procés durant entre 15 i 30 minuts.
- La batuda lenta i contínua de la massa resultant per tal de facilitar la formació de gotes més grans de 30 micres de diàmetre que són les que es poden separar de l'aigua de vegetació.
- La premsada amb premses hidràuliques formant una columna de cofins d'espart amb la pasta de les olives dins. El suc el forma l'oli i la morca i és recollit.
- La decantació: Per a separar l'oli de la part líquida. Es diposita en uns petits dipòsits de ceràmica amb fons cònic amb un pendent no menor del 30 % que facilita la separació.

## Trull amb sistemes moderns
A diferència del sistema tradicional que és discontinu, els sistemes moderns en dues o tres fases són continus.
La molta es fa amb màquines cilíndriques equipades amb martells mecànics. La batedora la formen habitualment tres cilindres buits amb paletes per remoure la massa. L'extracció és amb una centrifugadora horitzontal o decantador on el líquid se separa per la diferència de densitat que hi ha amb l'oli.
En el sistema de tres fases s'obtenen de menor a major densitat: oli, morca i sansa o pinyolada
En el sistema de dues fases que usa unes centrífugues modificades s'obté només oli i una barreja de morca i sansa. L'objectiu de les dues fases és la de no produir menys residu líquid que és difícil d'eliminar i molt contaminant.

## Nota
1. ↑  ALDC: La tafona.
2. ↑  Jaume Sabaté i Alentorn. Onomàstica del poble i terme de la Vilella Alta.  Institut d'Estudis Catalans, 2000, p. 169–. ISBN 978-84-7283-519-1.
3. ↑  Gusman Vendranes; Chantale Rullier Oli d'Olesa: la passió d'un poble.  L'Abadia de Montserrat, 1996, p. 13–. ISBN 978-84-7826-729-3.
4. ↑  Francesc Pané. Tendres van ser els dies.  Pagès Editors, 1 juny 2009, p. 49–. ISBN 978-84-9779-902-7.
5. ↑  DCVB:Tafona.
6. ↑  «Diccionari ortogràfic i de pronunciació del valencià».  Acadèmia Valenciana de la Llengua. Arxivat de l'original el 10 de juliol 2013. [Consulta: 17 juliol 2013].
7. ↑  «almàssera». Diccionari de la llengua catalana de l'IEC. Institut d'Estudis Catalans.
8. ↑  
trull a Optimot